# Instytut Higieny Psychicznej
Instytut Higieny Psychicznej (IHP) – instytucja utworzona przez Kazimierz Dąbrowskiego w ramach Państwowego Zakładu Higieny w roku 1935, inspirowana przez ówczesny ruch amerykański higieny psychicznej. Na stanowisko pierwszego kierownika mianowano Kazimierz Dąbrowskiego, który piastował tę funkcję do roku 1949. W wielu miastach utworzono filie IHP. Tuż przed wybuchem II wojny światowej utworzono sanatorium dla dzieci nerwicowych i neuropatycznych w Zagórzu koło Warszawy.
Do personelu lekarskiego IHP należeli m.in. dr Kazimierz Niemirowicz-Szczytt - zastępca kierownika IHP w latach 1937-1939, zamordowany w Katyniu; dr Jadwiga Kobierska - współzałożycielka Towarzystwa Kultury Moralnej w Warszawie, pracownik IHP w l. 1937-1939, zmarła w obozie Auschwitz-Birkenau; dr Stanisław Batawia. Głównym psychologiem i instruktorem higieny psychicznej był dr Ludwik Goryński (rozstrzelany w egzekucji publicznej w okupowanej Warszawie). 
Od roku 1946 IHP działał jako Państwowy Instytut Higieny Psychicznej (PIHP). Został zlikwidowany w roku 1949 przez władze komunistyczne z pobudek ideologicznych, jako placówka niezgodnie z naukami Iwana Pawłowa oddająca się idealistycznym koncepcjom psychiatrii anglo-amerykańskiej i jej ludobójczej faszystowskiej praktyki w podejściu do sprawy opieki i leczenia psychicznie chorego.